# 汇通路站 (石家庄)
汇通路站是石家庄地铁3号线的地铁车站，位于中华人民共和国河北省石家庄市裕华区塔南路与平安南大街交叉口，于2021年4月6日开通。

## 车站结构
汇通路站位于塔南路与平安南大街交叉口，呈东西走向，为地下两层岛式站台车站，车站长237.5米，宽21.1米，车站地下一层为站厅层，地下二层为站台层，站台设置全高站台门。
| 地面              | 出入口 | A、D出入口                                                                                              |
| 地下一层          | 站厅   | 客服中心、自动售票机、验票机                                                                            |
| 地下二层          | 站台   | \| \| \| █ 3号线往西三庄（石家庄站） \| \| 島式 · 開左邊车门 \| \| \| \| \| \| █ 3号线往乐乡（孙村） \| |
|                   |        | █ 3号线往西三庄（石家庄站）                                                                             |
| 島式 · 開左邊车门 |        | |
|                   |        | █ 3号线往乐乡（孙村）                                                                                   |

## 车站出口
汇通路站目前开放2个出入口，各出口及周围设施如下所示：
| 出口编号                             | 照片 | 地点                               | 可到达目的地             |
| ------------------------------------ | ---- | ---------------------------------- | ------------------------ |
| 出口 · A · 升降机标志 · 扶手电梯标志 |      | 塔南路（南侧），平安南大街（西侧） | 鼎原时代，晶彩中心       |
| 出口 · D · 扶手电梯标志              |      | 塔南路（北侧），平安南大街（西侧） | 高铁片区中央绿色体育公园 |
| 註： 設有 \| 設有扶手電梯            |      |                                    |                          |

## 接驳交通

### 公交车
- 汇通塔南路口西：59路，64路
- 汇通塔南路口：7路

## 历史
本站工程名为东广场站，正式站名为汇通路站，以车站横跨的平安南大街原名汇通路命名。
- 2021年4月6日，本站随3号线一期东段及二期工程通车开通[2]。
- 2022年8月28日，受新冠疫情影响，车站暂停运营[5]。9月6日，车站恢复运营[6]。